# Liste der Monuments historiques in Lusigny
Die Liste der Monuments historiques in Lusigny führt die Monuments historiques in der französischen Gemeinde Lusigny auf.

## Liste der Bauwerke
| Bezeichnung      | Beschreibung                               | Standort | Kennzeichnung | Schutzstatus | Datum | Bild           |
| ---------------- | ------------------------------------------ | -------- | ------------- | ------------ | ----- | -------------- |
| Château de Pomay | Schloss mit Nebengebäuden, 17. Jahrhundert | (Lage)   | PA00093144    | Inscrit      | 1947  | weitere Bilder |

## Liste der Objekte
| Bezeichnung                      | Beschreibung          | Standort                              | Kennzeichnung | Schutzstatus | Datum | Bild |
| -------------------------------- | --------------------- | ------------------------------------- | ------------- | ------------ | ----- | ---- |
| Pietà (Foto in der Base Palissy) | Holz, 15. Jahrhundert | in der Kirche St-Jean-Baptiste (Lage) | PM03000231    | Classé       | 1918  |      |